# Nymphon pagophilum
Nymphon pagophilum är en havsspindelart som beskrevs av Child, C.A. 1995. Nymphon pagophilum ingår i släktet Nymphon och familjen Nymphonidae.
Artens utbredningsområde är Södra Ishavet. Inga underarter finns listade i Catalogue of Life.